# Premio Enzo Bearzot
El Premio Enzo Bearzot (en italiano: Premio Nazionale Enzo Bearzot) es un reconocimiento dedicado a los entrenadores de fútbol italiano. 
Creado en 2011 y otorgado por un jurado compuesto con los representantes de los principales diarios deportivos italianos, el premio está patrocinado por la Unión Deportiva de la Asociación Cristiana de Trabajadores italianos y patrocinados por la Federación Italiana de Fútbol.

## Historia
El premio fue creado en honor a Enzo Bearzot, entrenador de la selección italiana que ganó el mundial de 1982. Bearzot falleció el 21 de diciembre de 2010 en Milán a la edad de 83 años, exactamente 42 años después de Vittorio Pozzo; está enterrado en una tumba familiar, en el cementerio de Paderno d'Adda.
El Premio Enzo Bearzot se entrega cada año por el presidente de la Federación Italiana de Fútbol, en la sala de honor del Comité Olímpico Nacional Italiano.

## Ganadores
| Año  | Ganador              | Club o Selección             |
| ---- | -------------------- | ---------------------------- |
| 2011 | Cesare Prandelli     | Selección Nacional de Italia |
| 2012 | Walter Mazzarri      | Napoli                       |
| 2013 | Vincenzo Montella    | Fiorentina                   |
| 2014 | Carlo Ancelotti      | Real Madrid                  |
| 2015 | Massimiliano Allegri | Juventus                     |
| 2016 | Claudio Ranieri      | Leicester City               |
| 2017 | Maurizio Sarri       | Napoli                       |
| 2018 | Eusebio Di Francesco | Roma                         |
| 2019 | Roberto Mancini      | Selección Nacional de Italia |
| 2020 | Paolo Rossi          |                              |
| 2021 | Roberto De Zerbi     | FK Shajtar Donetsk           |